# Landschaftsschutzgebiet Gruttbachtal
Das Landschaftsschutzgebiet Gruttbachtal mit 25,2 ha Flächengröße liegt im Stadtgebiet Lage südlich von Kachtenhausen. Es wurde 2006 mit dem Landschaftsplan Lage durch den Kreistag des Kreises Lippe als Landschaftsschutzgebiet (LSG) ausgewiesen. Das Schutzgebiet besteht aus zwei Teilflächen. In der Ortslage Kachtenhausen unterbricht eine Verrohrung das Schutzgebiet. Die Bebauung von Kachtenhausen grenzt danach direkt an das Landschaftsschutzgebiet. 

## Beschreibung
Das LSG umfasst den gesamten Verlauf des Gruttbaches einschließlich seines Quellbereiches bis zur Bundesstraße 66. Nördlich der B 66 verläuft der Gruttbach im  Naturschutzgebiet Grutt- und Sunderbach.
Der Gruttbach ist Großteils begradigt und befestigt. Am Bach fehlen meist Ufergehölze. Im Landschaftsschutzgebiet stehen drei Feldgehölze. Dort weist der Gruttbach naturnahe Strukturen auf. Die Feldgehölze steht teils alter Buchen-Eichenwald. Auch Bereiche mit Pappeln kommen vor. In Überschwemmungsbereichen des Gruttbaches stehen auch Erlen. Das Schutzgebiet liegt in einer ausgeräumten Ackerlandschaft.
Der Landschaftsplan Lage führt zum LSG aus: „Das Gebiet hat regionale Bedeutung als Vernetzungsbiotop der Wald- und Grünlandauen und liegt innerhalb der Biotopverbundfläche der LÖBF NRW Haferbach und seitliche Zuflüsse.“

## Schutzzwecke für das LSG
Laut Landschaftsplan erfolgte die Ausweisung des LSG
- „zur Erhaltung und Wiederherstellung der Leistungsfähigkeit des Naturhaushaltes in ökologisch besonders wertvoll strukturierten Bereichen mit Wasser-, Klima- und Biotopschutzfunktionen,“
- „zur Erhaltung und Wiederherstellung von Quellbereichen und naturnahen Fließgewässern, Wald- und Grünlandbereichen unterschiedlicher Feuchtestufen, Feldgehölzen, Hecken und Obstwiesen,“
- „zur Erhaltung morphologisch ausgeprägter Bereiche zur Sicherung der landschaftlichen Eigenart und Vielfalt für die Erholung,“
- „zur Erhaltung wertvoller Biotopkomplexe aus Wald-Grünlandbereichen, Fließgewässern und Quellen sowie Biotopen nach § 62 LG mit wichtigen Refugial-, Puffer-, Trittstein- und Vernetzungsfunktionen,“
- „zur Erhaltung und Wiederherstellung wichtiger Rückzugsräume für die bedrohte Tier- und Pflanzenwelt,“
- „zur Sicherung der das Orts- und Landschaftsbild gliedernden und belebenden und die dörflichen Siedlungsstrukturen prägenden Freiraumelemente.“[1]

## Rechtliche Vorschriften
Im Landschaftsschutzgebiet ist unter anderem das Errichten von Bauten verboten. Grün- und Brachland darf nicht in eine andere Nutzungsart umgewandelt oder umgebrochen werden.